# Mặt Trời mọc

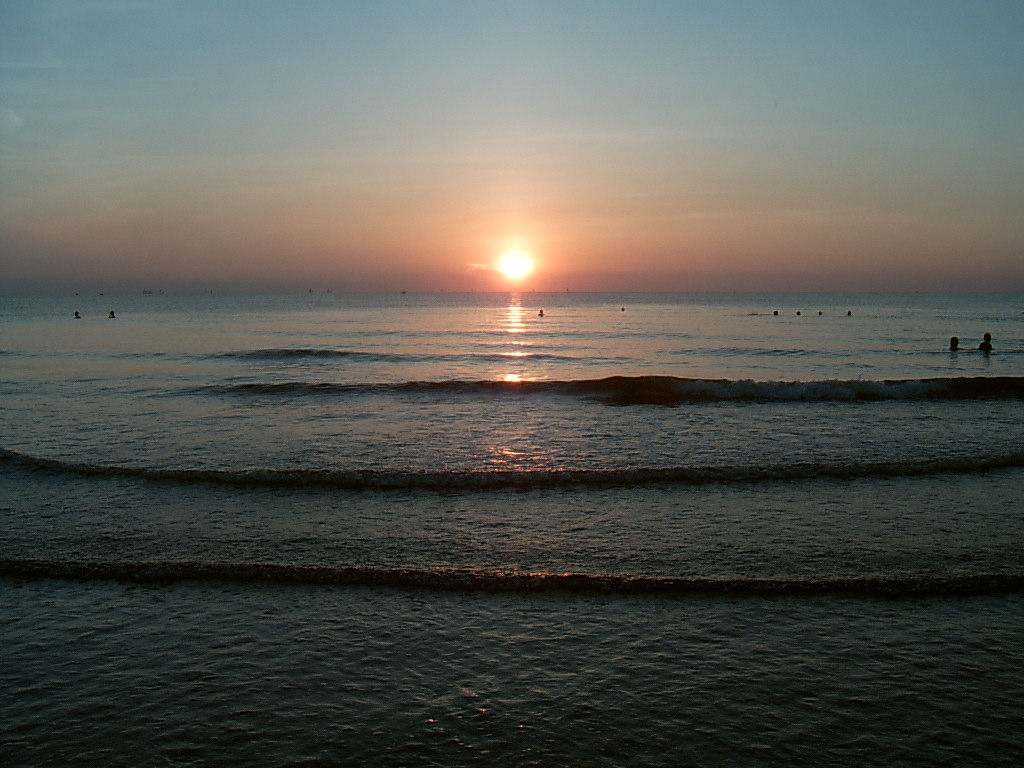
Mặt Trời mọc tại Cửa Lò, Việt Nam.

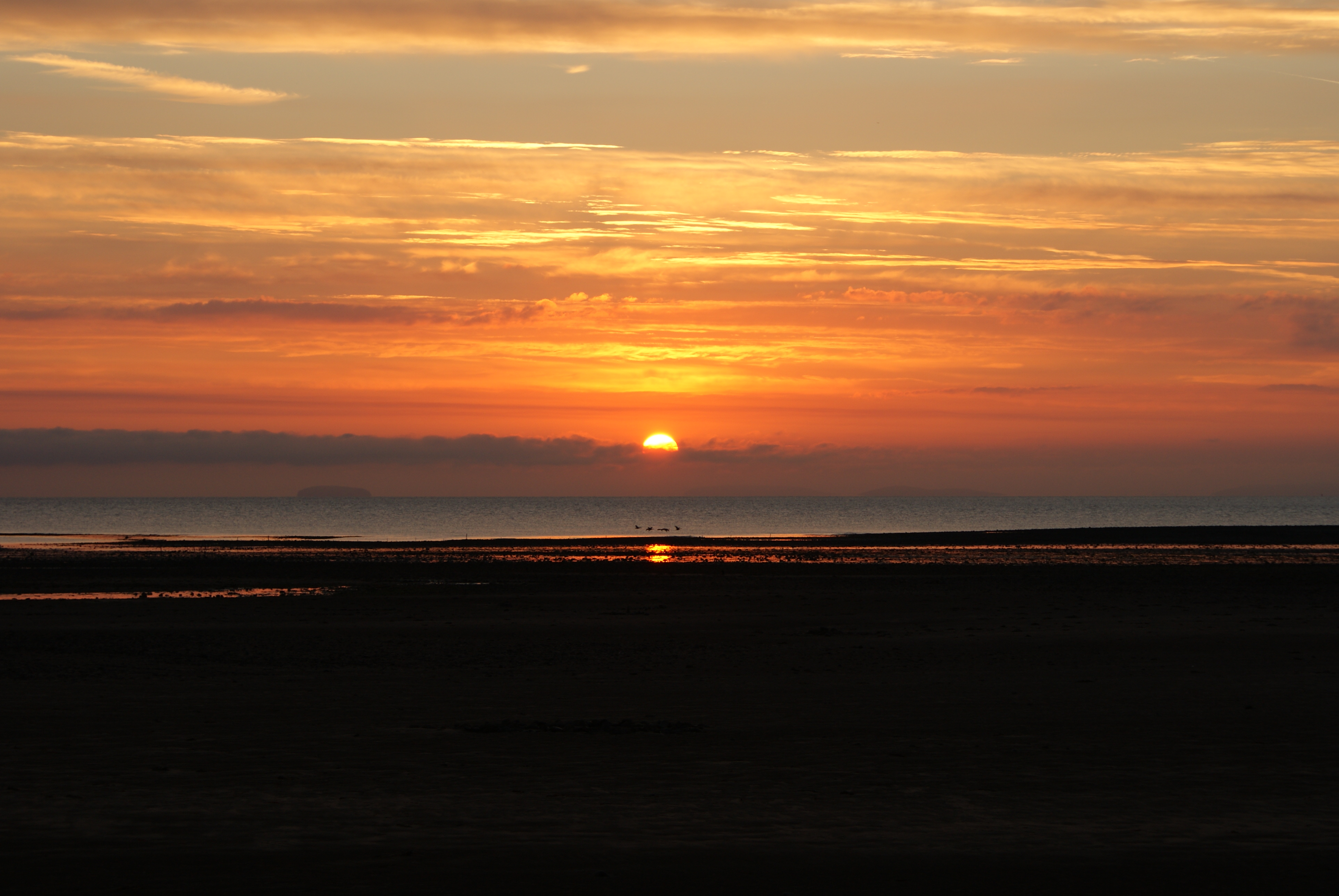
Mặt Trời mọc trên vịnh Bristol, Anh.

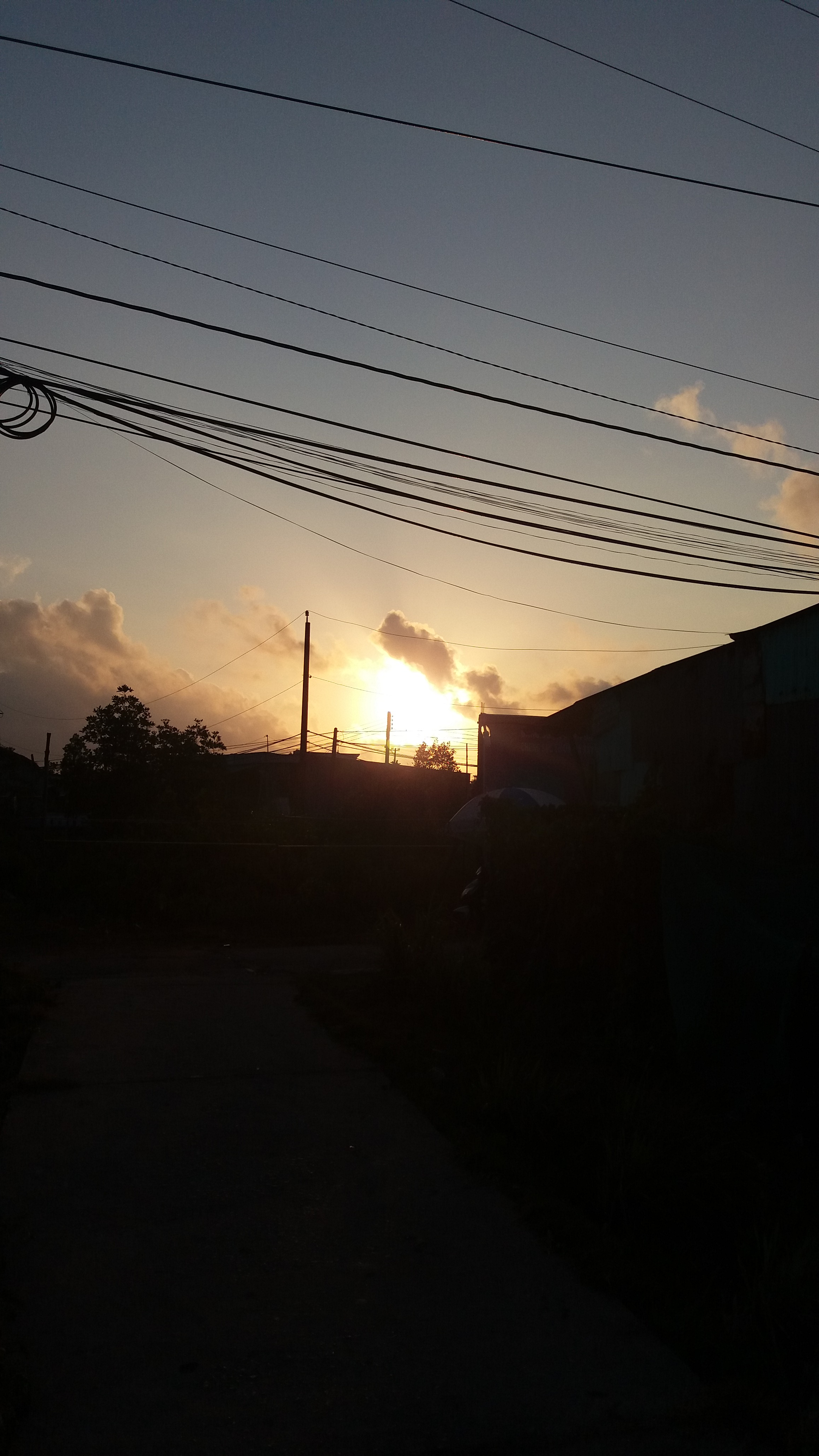
Mặt Trời mọc ở Cà Mau, Việt Nam

Mặt Trời mọc (Hán-Việt: nhật xuất, triêu dương, húc nhật) là khoảnh khắc mà người quan sát thấy rìa phía trên của Mặt Trời xuất hiện phía trên đường chân trời phía đông. Mặt Trời mọc không nên nhầm lẫn với rạng đông hay bình minh (Hán-Việt: phá hiểu, lê minh), là các thời điểm và khoảng thời gian (theo các định nghĩa khác nhau) mà bầu trời bắt đầu sáng dần ra, nói chung là trước khi Mặt Trời xuất hiện, thời điểm đánh dấu sự kết thúc tranh tối tranh sáng. Do sự khúc xạ trong khí quyển làm cho Mặt Trời được nhìn thấy trong khi nó thực tế vẫn còn ở phía dưới đường chân trời một chút nên cả Mặt Trời mọc lẫn Mặt Trời lặn chỉ là các ảo giác quang học. Mặt Trời cũng thể hiện ảo giác quang học vào thời điểm Mặt Trời mọc tương tự như ảo giác Mặt Trăng nghĩa là chúng trông dường như có kích thước lớn hơn khi ở gần đường chân trời so với khi chúng ở trên cao, gần về phía đỉnh đầu.
Chuyển động biểu kiến về phía tây của Mặt Trời xung quanh Trái Đất sau khi mọc từ phía đường chân trời là do chuyển động tự quay của Trái Đất về phía đông, một chuyển động ngược chiều kim đồng hồ khi nhìn từ phía trên cực Bắc của Trái Đất. Ảo giác này cũng làm cho phần lớn các nền văn hóa đều có các truyền thuyết và tôn giáo được xây dựng theo mô hình địa tâm. Cùng một hiệu ứng này cũng có thể thấy với các vệ tinh cận cực.
Mặt Trời mọc và Mặt Trời lặn được tính theo phần rìa phía trên của Mặt Trời chứ không phải tâm của nó vì thế điều này làm tăng một chút khoảng thời gian "ban ngày" tương đối so với "ban đêm". Tuy nhiên, phương trình Mặt Trời mọc lại dựa theo tâm của Mặt Trời.

## Thời gian
Thời gian Mặt Trời mọc dao động theo thời gian của năm cũng như vĩ độ của địa điểm quan sát. Thời gian địa phương chính xác của thời điểm Mặt Trời mọc cũng phụ thuộc vào kinh độ chính xác của mỗi điểm trong phạm vi múi giờ đã cho. Các thay đổi nhỏ mỗi ngày và các thay đổi nửa năm có thể nhận thấy về thời gian Mặt Trời mọc là do sự nghiêng trục tự quay của Trái Đất cũng như chuyển động của Trái Đất trên quỹ đạo hàng năm dạng elip gần tròn của nó xung quanh Mặt Trời gây ra. Tuy nhiên, một vài dị thường biểu kiến cũng tồn tại. Tại Bắc bán cầu, Mặt Trời mọc muộn nhất không xảy ra đúng vào ngày đông chí (khoảng ngày 22 tháng 12), mà xảy ra vào khoảng đầu tháng 1. Tương tự, Mặt Trời mọc sớm nhất không xảy ra vào hạ chí (khoảng ngày 21 tháng 6), mà xảy ra sớm hơn trong tháng 6. Khi người ta di chuyển ra xa khỏi xích đạo thì thời gian Mặt Trời mọc và Mặt Trời lặn thay đổi trong suốt cả năm. Ngay cả ở xích đạo, Mặt Trời mọc và Mặt Trời lặn cũng dịch chuyển vài phút (mọc trước hay sau 6h và lặn trước hay sau 18 h) trong suốt cả năm.
Do sự nghiêng trục tự quay của Trái Đất, cho dù Mặt Trời mọc khi nào và mọc ở đâu thì nó luôn luôn ở góc phần tư đông bắc từ xuân phân cho tới thu phân và ở góc phần tư đông nam từ thu phân cho tới xuân phân kế tiếp của năm sau. Mặt Trời chỉ mọc chính xác ở hướng đông vào ngày xuân phân và thu phân đối với mọi người quan sát trên Trái Đất. Khoảng thời gian từ Mặt Trời mọc cho tới Mặt Trời lặn để có 12 h ban ngày và 12 h ban đêm không trùng với các ngày có "điểm phân" (xuân phân hay thu phân), do thời điểm Mặt Trời mọc và Mặt Trời lặn (và vì thế cả độ dài thời gian ban ngày và độ dài thời gian ban đêm), dao động theo vĩ độ của người quan sát.

## Màu sắc

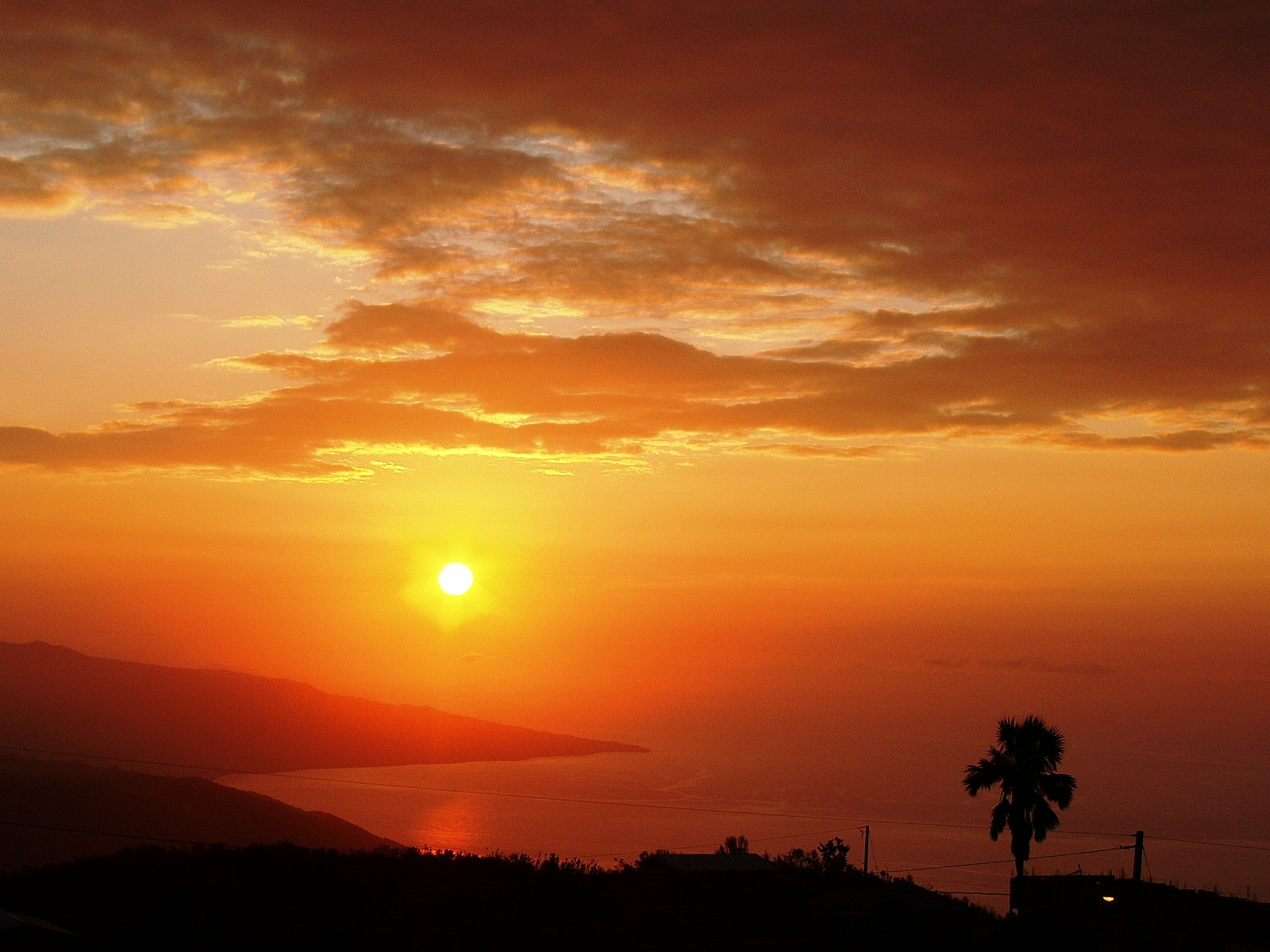
Mặt Trời mọc với sắc màu cam điển hình trên bầu trời (bãi biển miền nam Jamaica).

Các sắc thái đỏ và cam chói của bầu trời khi Mặt Trời mọc hay Mặt Trời lặn chủ yếu là do sự tán xạ ánh sáng Mặt Trời của các hạt tro, bụi, các loại sol khí rắn và lỏng có trong khí quyển Trái Đất. Về mặt toán học, các sắc thái đỏ và cam được gia tăng này vào thời điểm Mặt Trời mọc hay Mặt Trời lặn có thể được giải thích bằng thuyết Mie hay xấp xỉ lưỡng cực rời rạc. Khi trong không khí tại tầng đối lưu không còn hay chỉ có ít các hạt nhỏ này, chẳng hạn sau các trận mưa dông lớn, thì phần màu đỏ còn lại và ít mãnh liệt hơn có thể được giải thích bằng tán xạ Rayleigh đối với ánh sáng Mặt Trời do các phân tử không khí. Màu sắc bầu trời khi Mặt Trời mọc nói chung ít mãnh liệt và ít chói gắt hơn so với màu sắc bầu trời khi Mặt Trời lặn, do nói chung trong không khí vào buổi sáng có ít các hạt nhỏ và sol khí hơn so với trong không khí buổi chiều. Không khí ban đêm thường cũng lạnh hơn và ít gió hơn, cho phép các hạt bụi và tro có thể ngưng đọng từ khí quyển xuống thấp hơn, làm giảm lượng hạt gây ra tán xạ Mie. Tán xạ Mie giảm xuống tương ứng với sự suy giảm lượng ánh sáng tán xạ đỏ và cam vào lúc Mặt Trời mọc. Tuy nhiên, cường độ màu khi Mặt Trời mọc có thể vượt trội so với cường độ màu khi Mặt Trời lặn nếu như xảy ra cháy rừng ban đêm, phun trào núi lửa, hoặc bão bụi ở phía đông của người quan sát. Một loạt các vụ phun trào núi lửa gần đây, chẳng hạn các vụ phun trào của núi Pinatubo năm 1991 và Krakatoa năm 1883, là đủ lớn để tạo ra các Mặt Trời mọc và Mặt Trời lặn đáng ghi nhớ trên toàn thế giới.
Đôi khi ngay trước khi Mặt Trời mọc hay ngay sau khi Mặt Trời lặn thì người quan sát có thể nhìn thấy tia chớp lục

## Thư viện ảnh

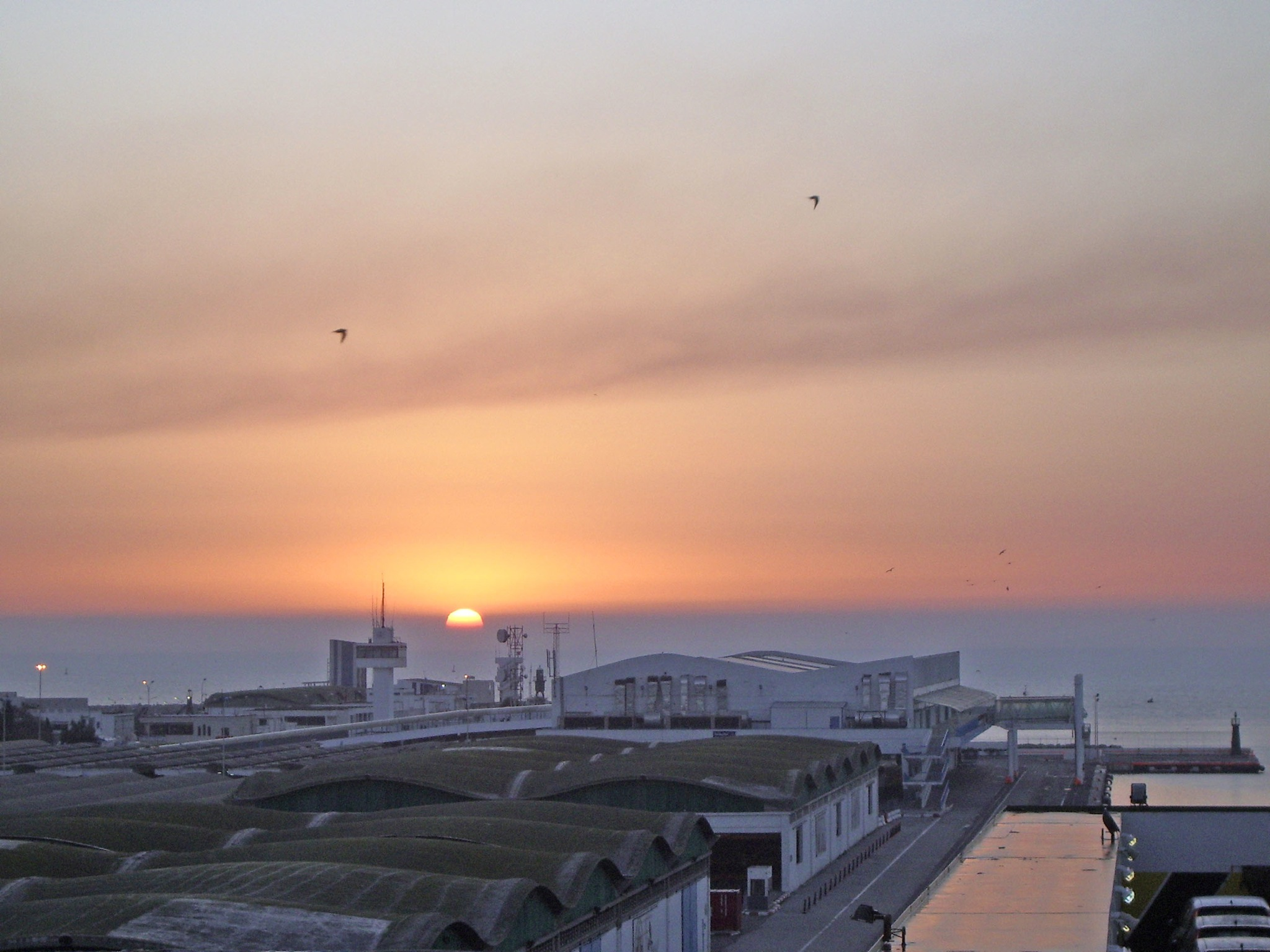
Mặt Trời mọc tại cảng La Goulette, Tunisia
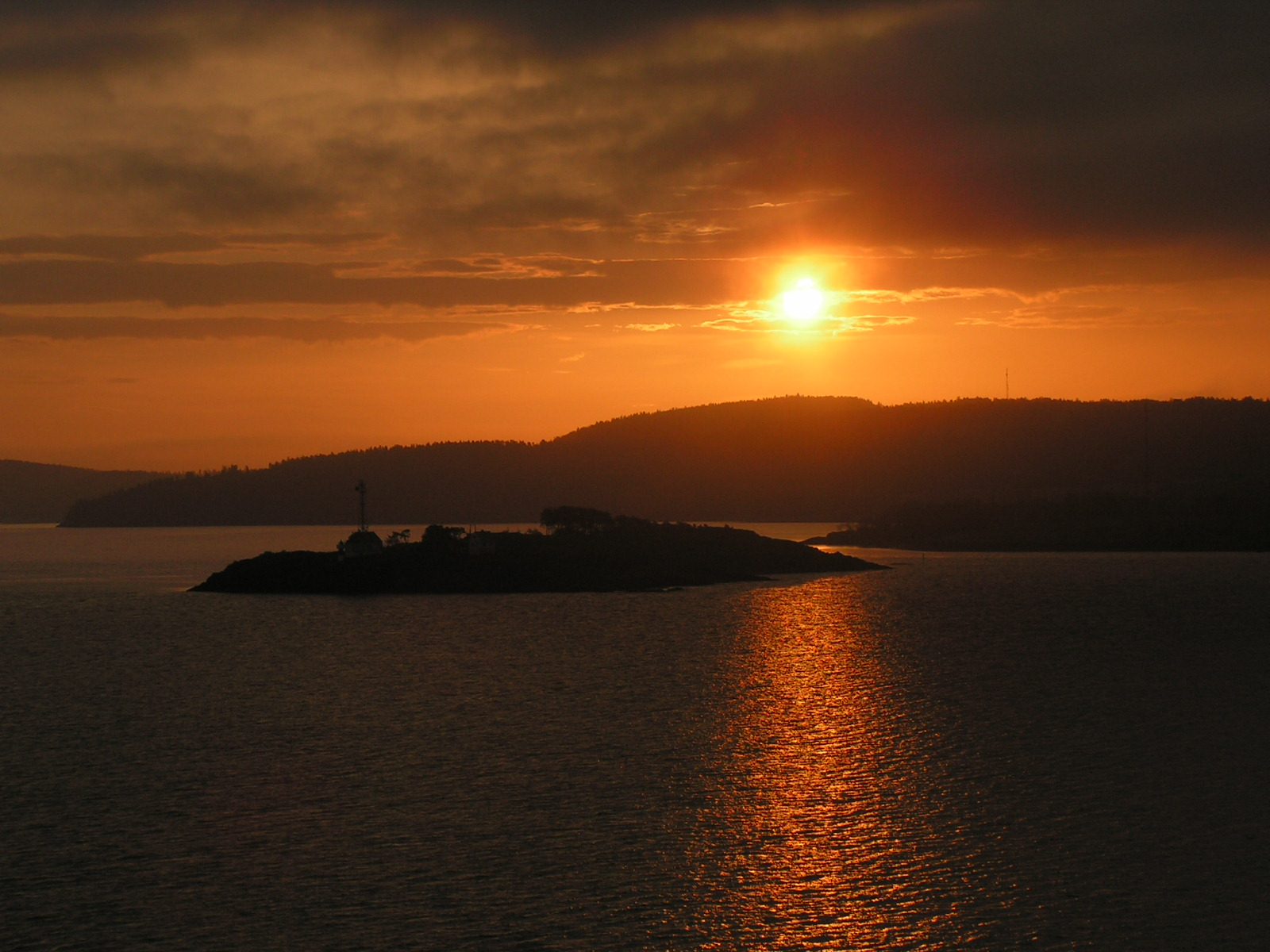
Mặt Trời mọc nhìn từ vịnh Oslofjord, Na Uy.
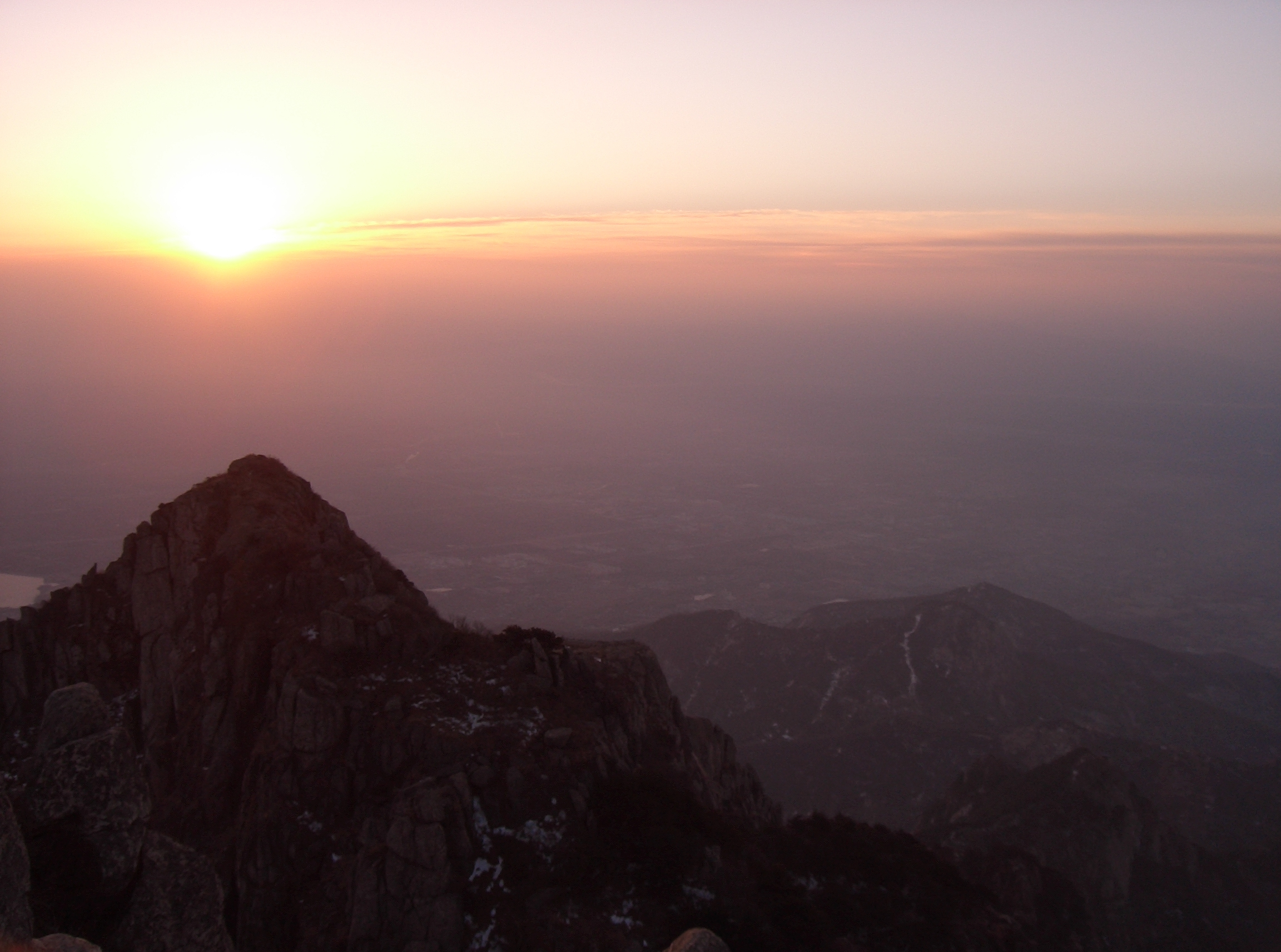
Mặt Trời mọc nhìn từ núi Thái Sơn, Trung Quốc.
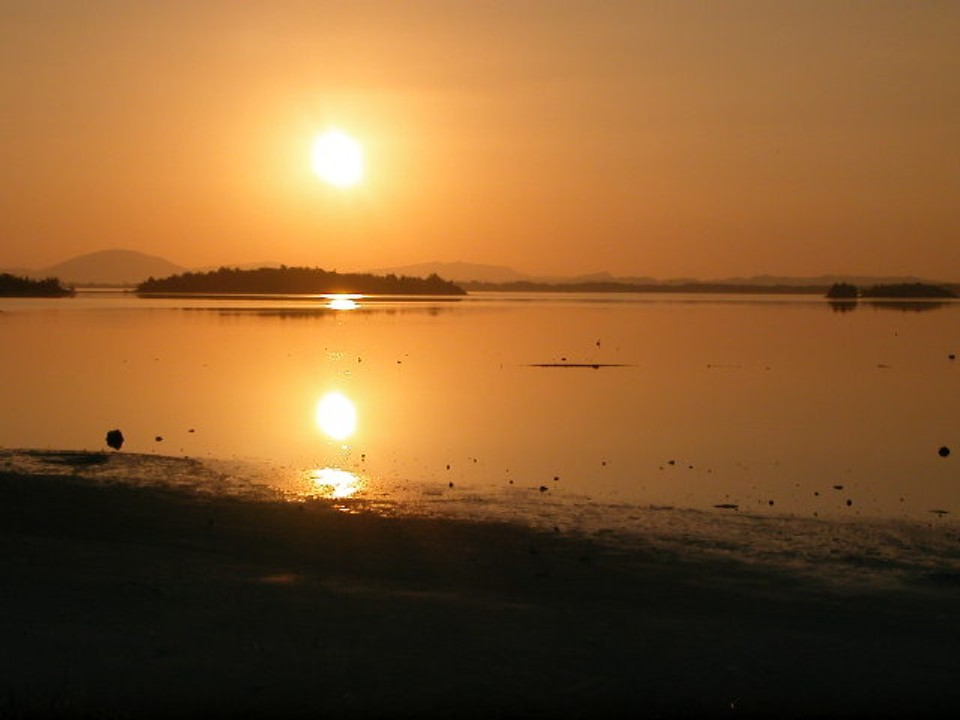
Mặt Trời mọc trên vịnh Guantanamo, Cuba
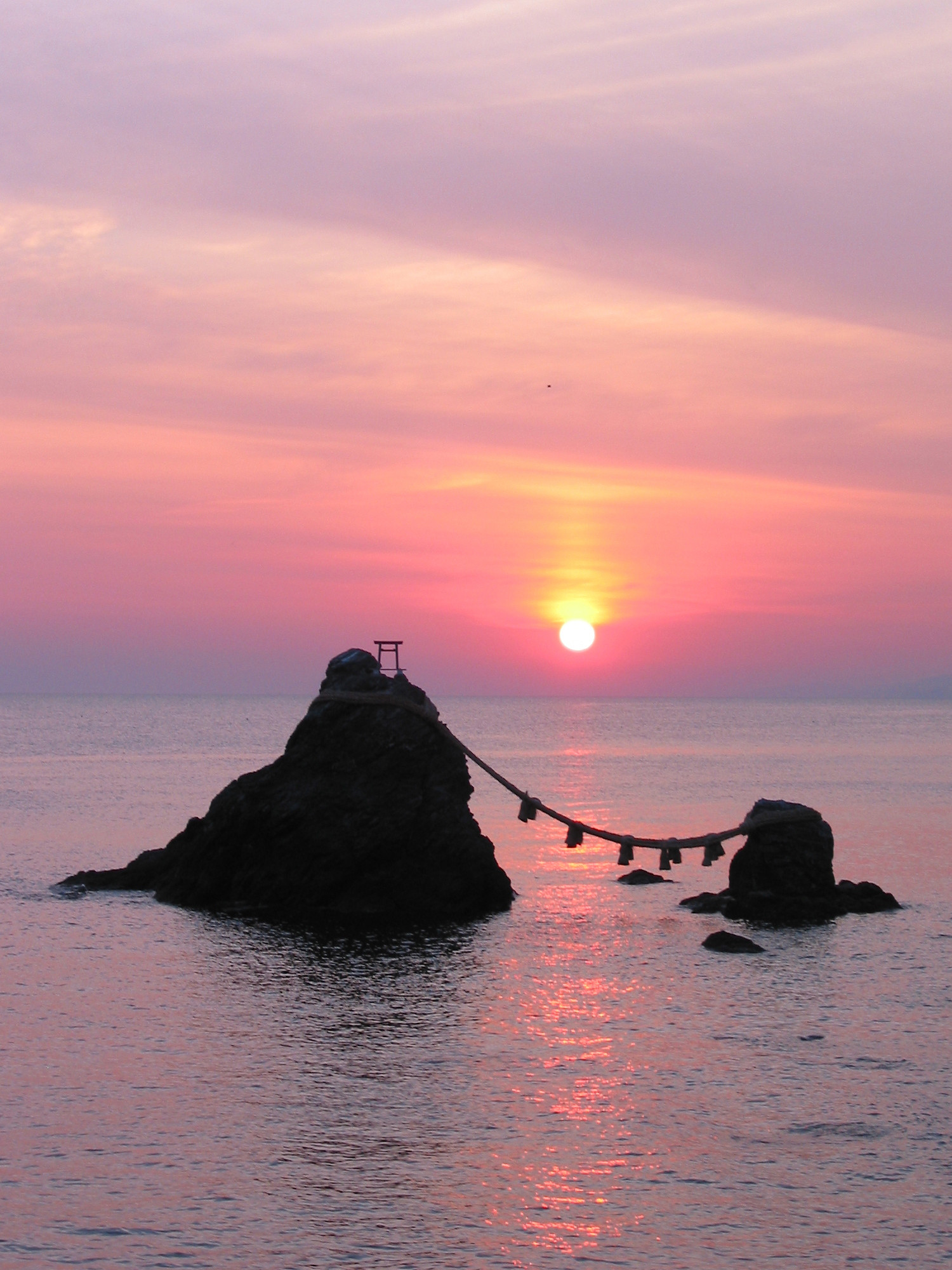
Mặt Trời mọc chụp tại đảo đá Meoto Iwa, Nhật Bản.
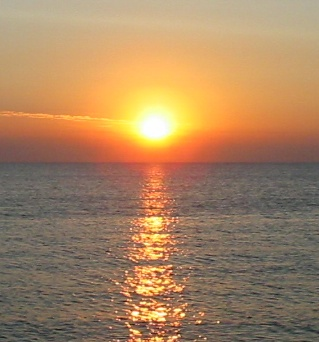
Mặt Trời mọc chụp trên bờ biển Đen tại Neptun, România mùa hè năm 2003
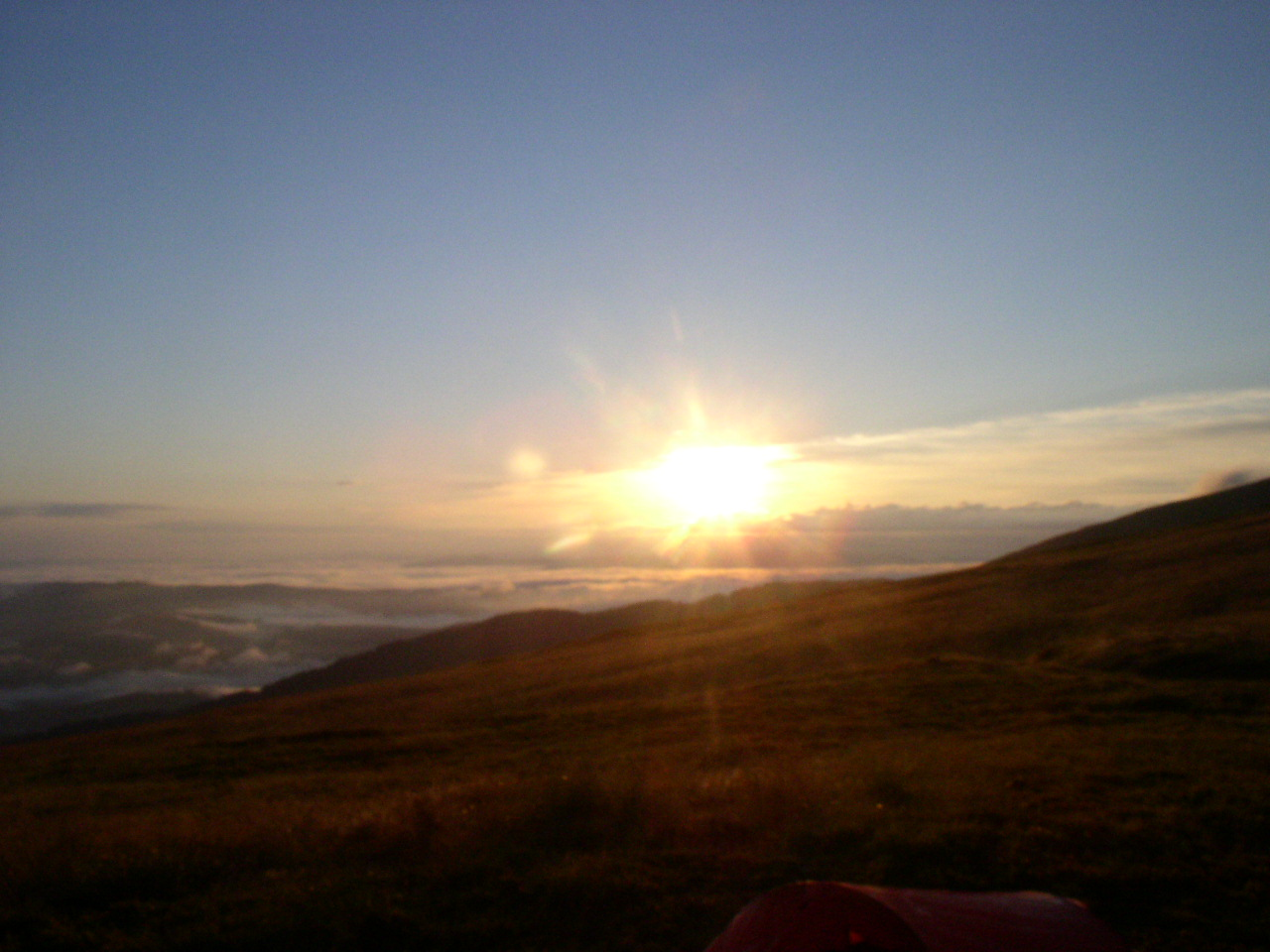
Mặt Trời mọc tại dãy núi Polonina Borzha, Karpat, Ukraina.
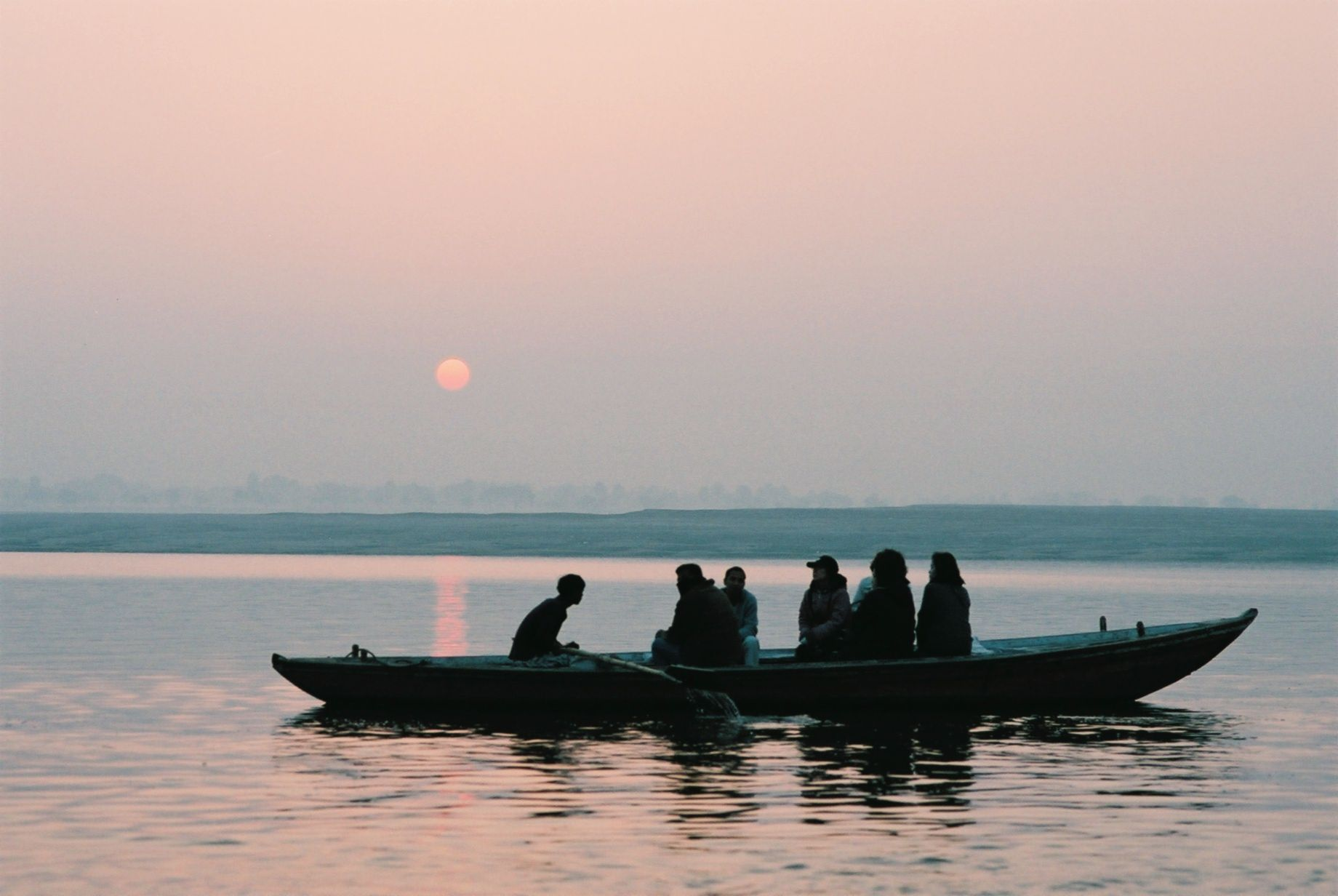
Mặt Trời mọc trên sông Hằng, gần Varanasi, Ấn Độ.
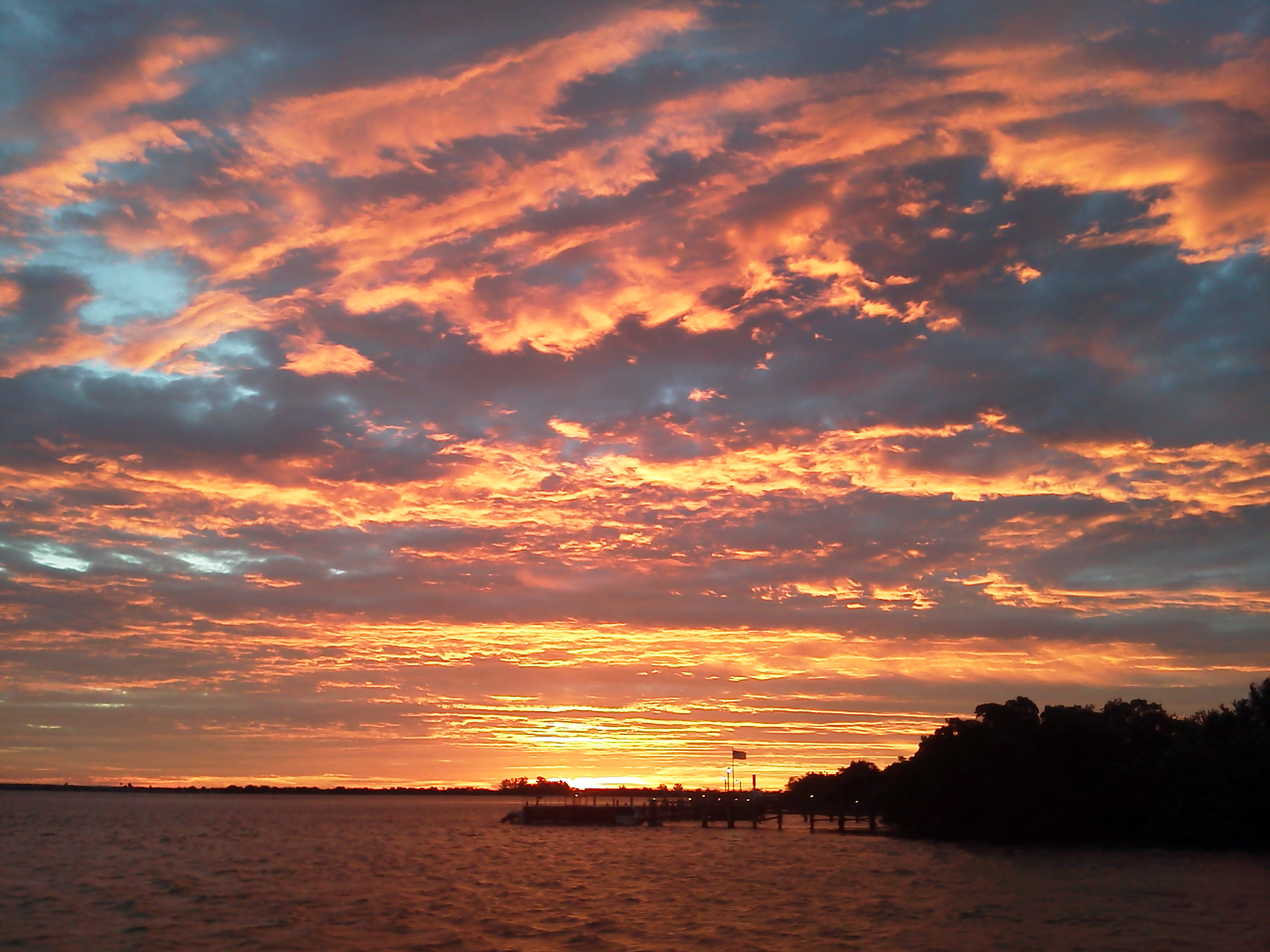
Mặt trời mọc trên Placida hải cảng, Florida